# Never Stop
Never Stop est un single du musicien canadien Chilly Gonzales sorti sous le label Phantasy Sound. Ce single a servi de musique de fond pour la pub de l'Ipad d'Apple. Plusieurs remixs ont été réalisés (dont plusieurs par Erol Alkan, le fondateur de Phantasy Sound) dont un sous forme de rap. 